# الزواوي بغورة
الزواوي بغورة مفكر وباحث ومترجم جزائري، يعمل أستاذاً للفلسفة المعاصرة بقسم الفلسفة في جامعة الكويت، وهو متخصص في فلسفة الفيلسوف والمفكر الفرنسي ميشيل فوكو، ويعد من أبرز الباحثين في فلسفة اللغة والسياسة في العالم العربي. ومن مؤلفاته: كتاب (مدخل إلى فلسفة ميشيل فوكو)، وترجمة كتاب (معجم ميشيل فوكو).

## التعليم
حاصل على شهادة الدكتوراه من جامعة قسنطينة في الجزائر عام 1996م.

## إصدارات

### ترجمات
| الكتاب                                | المؤلف      | سنة النشر |
| ------------------------------------- | ----------- | --------- |
| يجب الدفاع عن المجتمع                 | ميشيل فوكو  | 2003      |
| تأويل الذات                           | ميشيل فوكو  | 2011      |
| معجم ميشيل فوكو                       | جوديث ريفال | 2018      |
| مدخل إلى الفلسفة المعاصرة             | مارك لوني   | 2020      |
| شجاعة الحقيقة: حكم الذات وحكم الآخرين | ميشيل فوكو  | 2022      |

## مؤلفات
| الكتاب                                                               | سنة النشر |
| -------------------------------------------------------------------- | --------- |
| مفهوم الخطاب في فلسفة ميشيل فوكو                                     | 2000      |
| الخطاب الفكري في الجزائر بين النقد والتأسيس                          | 2003      |
| الفلسفة واللغة: نقد "المنعطف اللغوي" في الفلسفة المعاصرة             | 2005      |
| ما بعد الحداثة والتنوير: موقف الأنطولوجيا التاريخية                  | 2009      |
| الاعتراف: من أجل مفهوم جديد للعدل دراسة في الفلسفة الاجتماعية        | 2012      |
| مدخل إلى فلسفة ميشيل فوكو                                            | 2013      |
| ما التنوير؟ موقف ميشيل فوكو                                          | 2014      |
| ميشيل فوكو في الفكر العربي المعاصر                                   | 2014      |
| الهوية والتاريخ: دراسات فلسفية في الثقافة الجزائرية والعربية         | 2015      |
| اللغة والسلطة: أبحاث نقدية في تدبير الاختلاف وتحقيق الإنصاف          | 2017      |
| الشمولية والحرية: دراسات في الفلسفة السياسية والإجتماعية المعاصرة    | 2018      |
| الإسلام والحكم: دراسات في المسألة السياسية في الفكر الإسلامي المعاصر | 2019      |
| الخطاب: بحث في بنيته وعلاقاته ومنزلته في فلسفة ميشيل فوكو            | 2021      |
| السياسة الحيوية من منظور الفلسفة الاجتماعية                          | 2022      |

## روابط خارجية
- الزواوي بغورة على موقع أرشيف الشارخ